# Vidago
Vidago (llamada oficialmente Vidago (União das Freguesias de Vidago, Arcossó, Selhariz e Vilarinho das Paranheiras)) es una freguesia portuguesa del municipio de Chaves, distrito de Vila Real.

## Historia
Fue creada el 28 de enero de 2013 en aplicación de una resolución de la Asamblea de la República de Portugal promulgada el 16 de enero de 2013 con la unión de las freguesias de Arcossó, Selhariz, Vidago y Vilarinho das Paranheiras, pasando su sede a estar situada en la antigua freguesia de Vidago.

## Demografía
| Gráfica de evolución demográfica de Vidago entre 2011 y 2021 |
|                                                              |
| Datos según el nomenclátor publicado por el INE portugués.   |